# Return to House on Haunted Hill
Return to House on Haunted Hill (conocida en España como Regreso a la Casa de la Colina Encantada, como Regreso a la Casa Embrujada en Argentina y como Regreso a la Residencia del Mal en México) es una película de terror dirigida en 2007 por el director español Víctor García.
Es una secuela de la película House on Haunted Hill, dirigida en 1999 por el director estadounidense William Malone.

## Sinopsis
El legado del terror en la Casa de Haunted Hill empezó en 1931 cuando el doctor Richard Vannacutt y su personal murieron en un ardiente infierno causado por una rebelión de los pacientes del hospital psiquiátrico. Los rumores persistieron por décadas acerca de que el edificio estaba embrujado por los espíritus de aquellos quienes murieron allí. El terror continuó cuando el millonario Steven Price y sus invitados fueron grotescamente asesinados en una fiesta en la reformada mansión en 1999. La policía culpaba a Price por los asesinatos. Sin embargo, la superviviente Sara Wolfe afirmaba que los fantasmas eran los responsables por las brutales muertes.
Ocho años más tarde, la hermana de Sara, Ariel Wolfe, es una exitosa editora en una revista de moda para hombres. Su agitada agenda la deja sin tiempo para su vida personal, y menos para su familia. Ariel se inquieta cuando se entera de que Sara se suicidó. No obstante, no todos los hechos encajan y ella empieza a sospechar que hubo algo más en la muerte de Sara y eso que su hermana estuvo intentando contactarla antes que muriera. Los miedos de Ariel son confirmados cuando recibe por correo un extraño libro enviado por su hermana poco antes de su aparente suicidio.
El arqueólogo Richard Hammer revela que el libro es de hecho el diario de Vannacutt, el cruel doctor que hacía marchar el viejo hospital. Sara ha estado ayudando a Richard para decodificar el diario, con la esperanza de que diera con la localización del antiguo ídolo de Baphomet, una oculta estatua demoníaca oculta en algún lugar en el interior de la casa. Sara creía que el ídolo era la fuente del mal de la casa. Richard y su equipo, estudiantes de posgrado Michelle y Kyle, planean entrar a la casa en busca del ídolo.
Ariel no quiere formar parte de su macabra búsqueda del tesoro pero pronto se ve atrapada cuando es secuestrada y llevada a la mansión Vannacutt por Desmond Niles y sus mercenarios, quienes también están en búsqueda del valioso ídolo. Sin embargo, una vez adentro ellos son encerrados, y Ariel y los demás se ven cara a cara con el terror que habita dentro de la Casa.

## Argumento
La película comienza con Ariel Wolfe (Amanda Righetti) preparándose para ir al trabajo. En su celular ve que tiene varios mensajes de llamadas perdidas de su hermana Sara, las cuales luego de escuchar  ignora y se dirige a trabajar. Luego cuando llega se encuentra con su secretaria (Tatiana de Marinis) quien le avisa de los acontecimientos de la empresa, las llamadas de su hermana Sara a la empresa y sobre el fotógrafo Paul (Tom Riley) quien espera que Ariel lo acompañe en su sesión de fotos para la empresa.
Mientras tanto en la Universidad Fordman el Dr. Richard Hammer (Steven Pacey) en un discurso sobre historia medieval a los alumnos de dicha Universidad, habla sobre la historia del ídolo al culto Baphomet, un movimiento considerado como una peste negra ante la Iglesia, y forzado a ser ocultado ante el poder que ejercía dicha inquisición, dando a perder dicha estatua durante siglos. Y e Dr. Hammer en su búsqueda de dicha estatua lo ha llevado por décadas en toda Europa, pero sin éxito.
Luego del discurso se dirige a autografiar sus libros, ayudado por su alumno y estudiante de posgrado Kyle (Andrew Lee Pots), en eso se acerca una chica guapísima, quien resulta ser Michelle (Cerina Vincent) otra alumna suya de posgrado con quien sostiene una relación amorosa. Ésta le pregunta al Richard qué tiene que hacer para que le autografíe su libro pero sus intenciones son otras.
Momentos más tarde empieza una escena bastante caliente entre Richard y Michelle pero al poco tiempo son interrumpidos por Kyle, quien entra a la habitación sin previo aviso para darle una noticia a Richard. Dicha noticia que le quiere contar a Richard sobre Sara Wolfe.
Por otro lado se encuentran Ariel y Paul hablando cuando son interrumpidos por una llamada en el celular para Ariel, ésta atiende y quien resulta que le habla es su madre quien le habla de una forma en la que Ariel le tiene que preguntar qué es lo que está le está pasando.
Más tarde vemos a Ariel sentada en una escalera fuera del estudio llorando y se acerca Paul para consolarla, Ariel le cuenta que la razón del llanto por la llamada se debe a que su hermana Sara fue encontrada muerta en la mañana por suicidio según afirmación de la policía, a lo que después se culpa por no contestar sus mensajes al estar pensando siempre en el trabajo.
Paul consolándola le pregunta si quiere algo a lo que Ariel le pregunta si está disponible esa noche para acompañarla a investigar lo sucedido en la casa de su hermana.
En esa misma noche Ariel y Paul entran en el apartamento de Sara, quedan sorprendidos al ver unas de las paredes de la habitación llena de recortes de diarios sobre el incendio de 1931 y los asesinatos de 1999 en el antiguo Instituto psiquiátrico. Paul dice recordar que Steven Price enloqueció y asesinó a sus invitados según se informó, a lo que Ariel le dice que según su hermana los espíritus del lugar fueron los responsables y luego ella misma duda sobre la afirmación de su hermana y agrega que junto con su familia trataron de ignorar y no apoyar dichas afirmaciones de Sara ante las autoridades. Pero luego de eso aparece el fantasma de la misma Sara (Stilyana Mitkova) sentada en un sofá, la cual le explota parte de la cabeza como por un balazo imaginario y parte de sus sesos quedan desparramados en la pared, a lo que luego se levanta y si dirige a Ariel la cual le dice "Tienes que ayudarlos" Ariel da un susto el cual Paul le pregunta que le pasa y al volver a ver no hay nadie más que ellos dos y en la pared un poco de sangre ya seca. Ariel afirma que fue una ilusión y que está perdiendo la cordura. Quien a los pocos segundos le responde Richard Hammer quien acababa de llegar al apartamento y luego les explica que Sara había contactado con él para descifrar el diario de Vannacutt, por parte de Sara para acabar con el mal de la casa y por parte de Richard para conseguir el ídolo.
Luego de eso Paul y Ariel se marchan a lo que Richard les advierte que tengan cuidado, ya que a él también le parece cuestionable el suicidio de Sara y puede que haya algo o alguien más detrás de eso.
A continuación Paul acompaña a Ariel a su casa quien le agradece por su ayuda y se despiden. Ariel recoge un paquete del buzón del correo y se marcha adentro de su casa. Una vez adentro se dispone a abrir el paquete procedente de su hermana Sara, al abrirlo queda asombrada al ver un viejo libro lleno de apuntes al que inmediatamente reconoce, era el diario de Vannacutt del que hablaba Hammer.
Sara se dirige a su puerta que había sido golpeada, pensando que podría ser Paul quien tocaba la puerta, Ariel la abre para contarle la noticia del diario. Pero se encuentra con la desagradable sorpresa de que detrás de ésta, se encontraba un grupo de hombres quien tenían con sigo atrapado a Paul. Uno de los hombres, Samuel (Andrew Pleavin) agarra y lleva por la fuerza a Ariel a la sala de estar, seguido por Warren (Chucky Venn) quien lleva con sigo a Paul, detrás les sigue Harue (Calita Rainford), Norris (Gil Kolirin) y por último, entra Desmond Niles (Erik Palladino) quien es el líder de la banda.